# Кормилицы Диониса
«Кормилицы Диониса» — пьеса древнегреческого драматурга Эсхила (предположительно сатировская драма), входившая в состав «второй дионисовой тетралогии». Её текст почти полностью утрачен.

## Сюжет
«Кормилицы Диониса» являются частью цикла пьес, посвящённого мифам Беотии и истории бога виноделия Диониса («Второй дионисовой тетралогии»). В состав этого цикла входили также трагедии «Семела, или Водоносицы», «Пенфей» и «Шерстечесальщицы». В источниках нет точной информации о том, в каком порядке эти пьесы следовали друг за другом, так что антиковеды выдвигали разные версии. Сейчас большинство исследователей полагает, что «Семела» была первой частью тетралогии, «Пенфей» — второй, «Шерстечесальщицы» — третьей. «Кормилицы Диониса» же замыкали цикл и были написаны в жанре сатировской драмы.
Точной информации о сюжете этой пьесы нет в сохранившихся источниках. Известно, что кормилицами Диониса были вакханки; соответственно исследователи полагают, что сатиры, входившие в состав хора в пьесах этого жанра, были мужьями вакханок. По одной из версий, Медея омолодила и кормилиц, и их мужей, сварив их в котлах.

## Судьба пьесы
Текст «Кормилиц Диониса» оказался утрачен практически полностью. Сейчас учёные располагают только одним коротким фрагментом, который относится к «Медее, омолаживающей старцев»: «Та, что вкрошить умеет жизнь сверхсрочную».